# تانسور تابدار

تاب حول یک ژئودزیک.

در هندسه دیفرانسیل، مفهوم تابدار بودن (به انگلیسی: Torsion)، تاباندن یا پیچاندن یک چارچوب متحرک حول یک منحنی را مشخص می کند. مثلاً پیچش یک منحنی که در فرمولهای فرنه-سره به کار می رود، مقدار عددی پیچش یک منحنی اطراف بردار تانژانتش در حین تکامل منحنی مشخص می کند(یا همچنین پیچش چارچوب فرنه-سره را حول بردار مماس).